# Columba livia
Columba livia, conhecida pelos nomes comuns de pombo-comum, pombo-doméstico ou pombo-das-rochas ou simplesmente pombo, é uma espécie de ave da família Columbidae.
Verifica-se grande variação no padrão de cores desse animal, havendo exemplares brancos, marrons, manchados e acinzentados. Há poucas diferenças visíveis entre machos e fêmeas. Sua plumagem é normalmente em tons cinza, mais claro nas asas que no peito e cabeça, com cauda riscada de negro e pescoço esverdeado. Caracterizam-se, em geral, pelos reflexos metálicos na plumagem, cabeça e pés pequenos e bico com elevação na base, sendo a ponta deste em forma de gancho, costumando ser negro, curto e fino, com 3,8 cm de comprimento médio. Geralmente são monogâmicos, tendo dois filhotes por ninhada. Ambos os pais cuidam do filhote por um tempo.
Seus habitats incluem vários ambientes abertos e semi-abertos. Brechas entre rochas costumam ser usadas para se empoleirar e reproduzirem, quando na natureza. É criado por asiáticos desde a antiguidade mais remota — há imagens que o representam, na Mesopotâmia, datadas de 4.500 a.C., e com o passar do tempo se estabeleceram ao redor do mundo, principalmente nas cidades, e atualmente a espécie é abundante.
Atualmente são vistos como animais sinantrópicos. Não há nenhum predador nas grandes cidades para este animal e sua reprodução é rápida, o que gera uma população cada vez maior, um grave problema ambiental ao homem, já que abrigam alguns parasitas que podem ser nocivos à saúde humana.

## Taxonomia e nomenclatura
O pombo-comum foi descrito pela primeira vez por Johann Friedrich Gmelin, em 1789. O gênero Columba é uma forma latinizada do grego antigo κόλυμπος (kolumpos), "um mergulhador", a partir de κολυμπάω (kolumpao), "mergulho, mergulho de cabeça, nadar". Aristófanes (As aves, 304) e outros usam a palavra κολυμβίς (kolumbis), "mergulhador", como nome do pássaro, por causa de seu movimento no ar que é semelhante aos nados da natação. O epíteto específico é derivado do Latim livor, "azulado".
A espécie também é conhecida como pombo-da-rocha. No uso comum, a ave é muitas vezes referida simplesmente como "pombo".

### Subespécies
Existem 12 subespécies reconhecidas por Gibbs (2000); algumas destas são derivadas de populações selvagens.
- C. l. livia — Ocorre no oeste e sul da Europa, norte da África e da Ásia para o oeste do Cazaquistão, norte do Cáucaso, Geórgia, Chipre, Turquia e Iraque.
- C. l. atlantis (Bannerman, 1931) — Encontrados na Ilha da Madeira, nos Açores, e em Cabo Verde.
- C. l. canariensis (Bannerman, 1914) — Originário das Ilhas Canárias, é menor e mais escuro do que as demais subespécies.
- C. l. gymnocyclus (Gray, 1856) — Normal em Senegal, Gâmbia, Gana e Nigéria, é menor e muito mais escuro do que a subespécie C. l. livia.
- C. l. targia (Geyr von Schweppenburg, 1916) — Raça predominante nas montanhas do leste do Saara até o Sudão. Tem tamanho pequeno e sua plumagem é bastante semelhante à anterior.
- C. l. dakhlae (Richard Meinertzhagen, 1928) — Se limita aos dois oásis no Egito central. É pálido e muito pequeno em comparação às outras subespécies.
- C. l. schimperi (Bonaparte, 1854) — Encontra-se desde o Delta do Nilo até o Sudão. Ele se assemelha ao C. l. targia, mas suas penas são distintamente mais pálidas.
- C. l. gaddi (Zarodney & Looudoni, 1906) — Predomina a partir do Azerbaijão e Irão até o leste de Uzbequistão. É maior e mais pálido do que C. l. palaestinae e também mistura-se às subespécies próximas do leste.
- C. l. neglecta (Hume, 1873) — É encontrado nas montanhas do leste da Ásia Central.
- C. l. intermedia (Strickland, 1844) — Ocorre no Sri Lanka e na Índia, ao sul da cadeia do Himalaia.
- C. l. nigricans (Buturlin, 1908) — É encontrado na Mongólia e ao norte da China, sendo variável e provavelmente derivado de espécies selvagens.

## Descrição

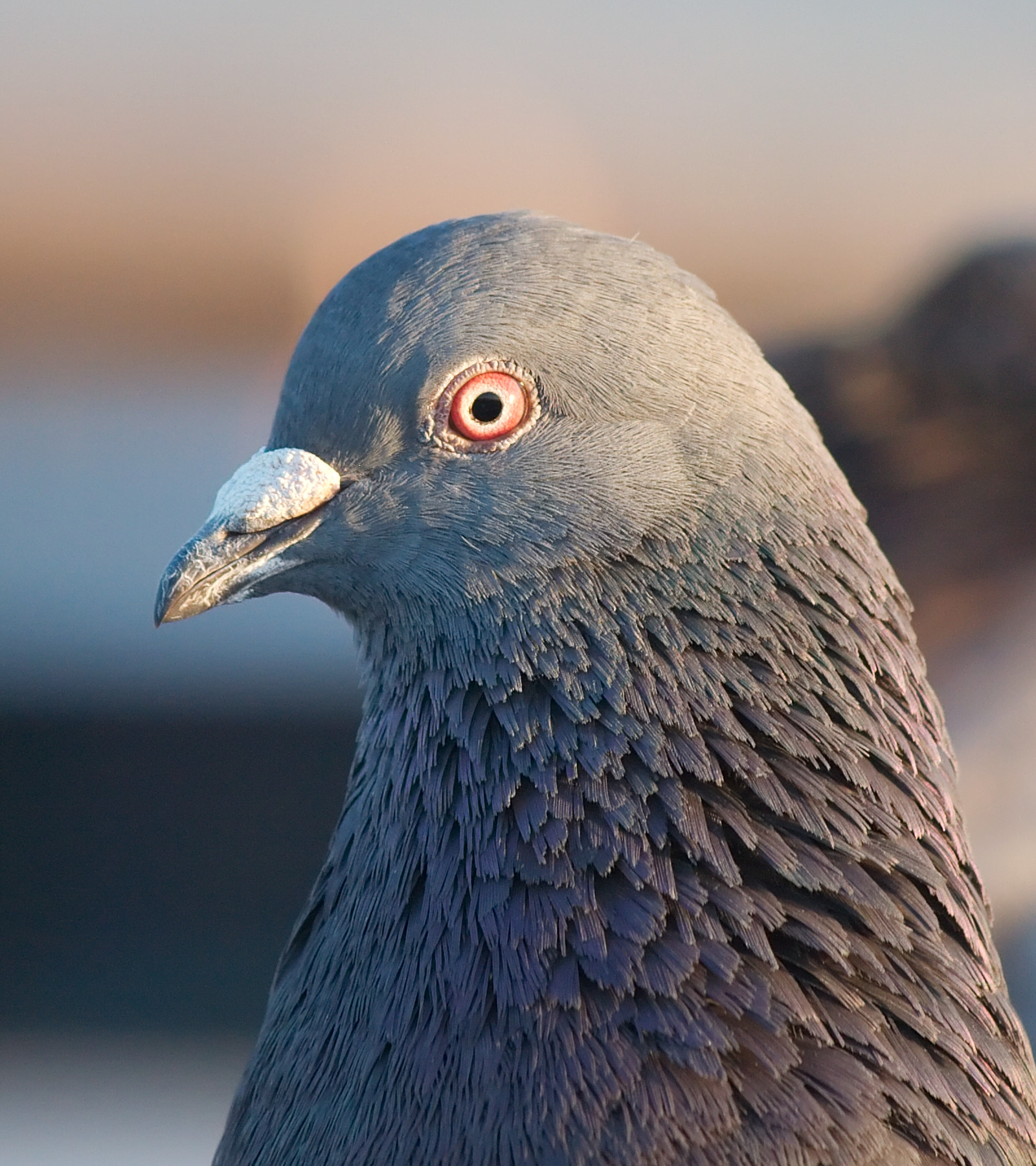
Um opérculo distintivo está localizado na parte superior do bico

O adulto mede em média entre 32 e 37 cm de comprimento com uma envergadura variando entre 64 e 72 cm. Tem uma cabeça cinza-azulada e escura, tendo pescoço e o peito com tons amarelados brilhantes e penas das asas com manchas verde e vermelho-púrpura. A íris é laranja, vermelho ou dourado com um anel pálido interno, e o olho é cinza-azulado. A fêmea adulta é quase idêntica ao macho, mas a iridescência no pescoço é menos intensa e mais restrita para sua parte traseira e nas laterais, enquanto que o peito é muitas vezes mais obscuro. A cauda tem uma faixa preta na extremidade, enquanto que na faixa externa há uma "margem" branca. Sua asa é forte e rápida, devido às necessidades de adaptação às características dos ambientes de onde se originaram e vivem.
A cor dos olhos do pombo é geralmente laranja, mas alguns poucos podem ter olhos com tom cinzento. As pálpebras são cor de laranja e encapsuladas em um anel ocular branco-acinzentado. Os pés são de vermelho para rosa. Aves jovens mostram menor intensidade de brilho.

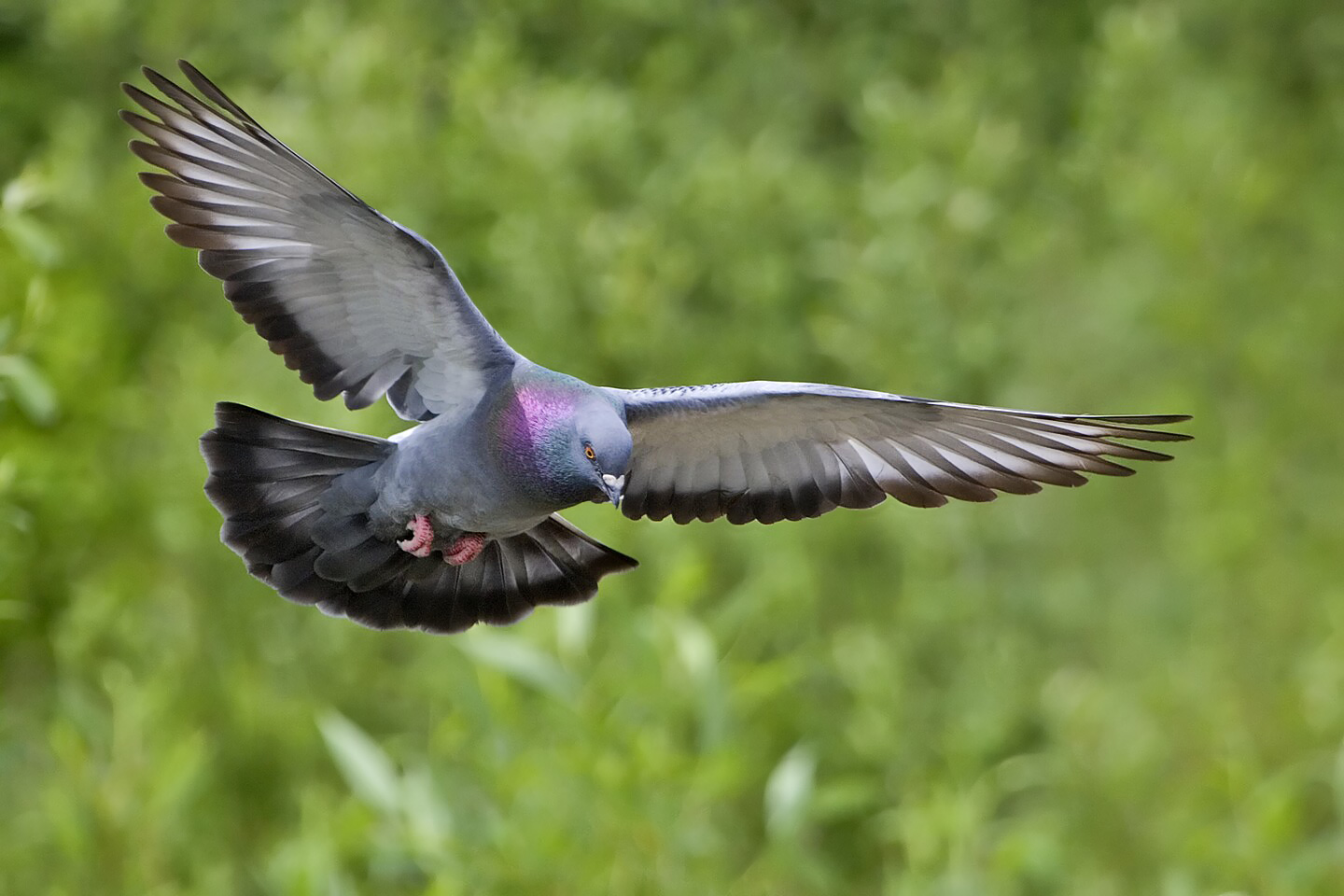
Em voo

Quando sobrevoa com a asa superior o branco da ave se torna visível. Quando em fuga, é típico pronunciar algo parecido com um "COO". Apesar de os campos serem ricos em grãos e alimentos verdes, em lugar nenhum do campo são tão abundantes como nas cidades.
Pombos alimentam-se no chão em bandos ou individualmente. Eles pousam e abrigam-se juntos em edifícios, muros ou estátuas. Ao beber, a maioria das aves toma pequenos goles e inclinam a cabeça para trás para engolir a água. São capazes de andar pelas suas poças de água e beber continuamente.
Pombos teleguiados e treinados são bem conhecidos pela habilidade de encontrar seu caminho para casa a partir de longas distâncias. Apesar destas habilidades demonstradas em alguns, os pombos selvagens são sedentários e raramente deixam suas áreas.

## Distribuição e habitat

Pombos selvagens em seu habitat seminatural, empoleirados em arribas marítimas.

A gama natural residente da espécie é restrita ao oeste e sul da Europa, Norte da África e no Sul da Ásia, sendo que os indivíduos são frequentemente encontrados em pares na época de reprodução, mas geralmente são sociáveis. Estima-se que a população mundial de pombos seja de 10 milhões por km², sendo que apenas na Europa especula-se que haja de 17 a 28 milhões de cabeças. Evidências fósseis sugerem que tenham se originado no sul da Ásia, e também foram descobertos ossos em Israel que confirmam sua existência há pelo menos 300 mil anos atrás. No decorrer de sua história a espécie passou a interagir com os seres humanos, no entanto não há indícios fiáveis de qual é a original.
Seu habitat natural são as áreas rochosas, geralmente nas costas. Em sua forma domesticada, o pombo selvagem tem sido amplamente introduzido em outros lugares, e é comum em grande parte do mundo, especialmente nas cidades. A expectativa média de vida em qualquer parte do mundo é de 3-5 anos na selva a 15 anos de cativeiro, embora haja relatos de tempos de vida mais longos. A espécie foi introduzida pela primeira vez à América em 1606, em Port Royal, Nova Escócia, e pouco tempo depois também chegou ao Brasil, trazido da Europa, tendo adaptado-se ao país e ao seu crescimento urbano.

## Reprodução

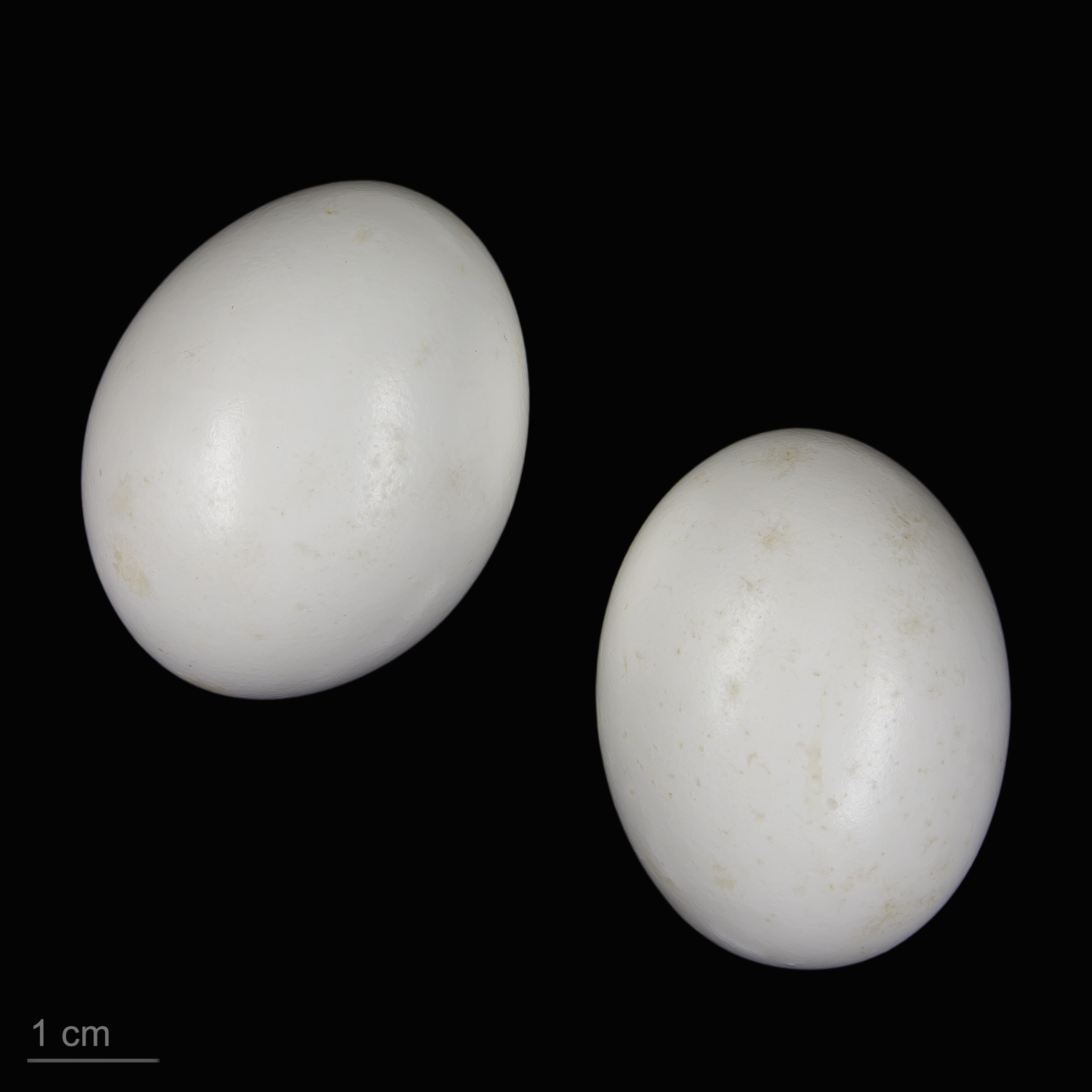
Columba livia - MHNT

Pombos-comuns se reproduzem em qualquer época do ano, mas os períodos de pico são a primavera e o verão. Na natureza os ninhos estão situados em longos penhascos costeiros, bem como os penhascos artificiais enfrentados com a criação em edifícios que tenham bordas acessíveis ou espaços no telhado. O tipo de ninho construído é uma plataforma frágil de palha e gravetos. Muitas vezes são feitos em parapeitos das janelas dos edifícios.
Dois ovos brancos são postos para incubação, que é compartilhada por ambos os pais e tem duração média de 17 a 19 dias. Os filhotes normalmente são amarelos-pálidos com manchas escuras. São cuidados e alimentados com o chamado "leite de bucho" (uma secreção expelida pelas aves amamentadoras), por vezes de outras pombas. O período incipiente é de 30 dias.

## Predadores
Sua habilidade em voar faz com que os pombos tenham uma boa arma para proteger a si mesmos, uma vez que eles, principalmente os selvagens, são uma das principais presas por uma gama incontável de pássaros raptoriais. Falcões-peregrinos e gaviões são os principais predadores naturais de pombos adeptos à caça e remoção de alimentação, Outros predadores comuns de pombos selvagens são gambás, guaxinins e corujas, e seus ovos podem ser capturados por gaivotas e corvos. porém nas cidades já não há tantos predadores como na natureza.
No chão os adultos, filhotes e seus ovos correm risco de serem vítimas de gatos selvagens e domésticos. Pombas e pombos são considerados aves de caça, sendo usadas para alimento principalmente onde são nativas.

## Parasitas
|                                      |                                                                     |
| Tinaminyssus melloi, um ácaro nasal. | Mosca-do-pombo (P. canariensis), um ectoparasita sugador de sangue. |

Pombos podem abrigar uma fauna de diversos parasitas. Eles sediam os helmintos intestinais, sendo muito comuns a Capillaria e a Ascaridia columbae columbae.
Os principais ectoparasitas são os piolhos das subordens Ischnocera (Columbicola columbae e Campanulotes bidentatus compar) e Amblycera (Bonomiella columbae, Hohorstiella lata e Colpocephalum turbinatum); e os ácaros Tinaminyssus melloi, Dermanyssus gallinae, Dermoglyphus columbae, Falculifer rostratus e Diplaegidia columbae. O hippoboscid mosca canariensis Pseudolynchia e a mosca-do-pombo são ectoparasitas sugadores de sangue típicos de pombos, encontrados apenas em regiões tropicais e subtropicais.

## Saúde pública

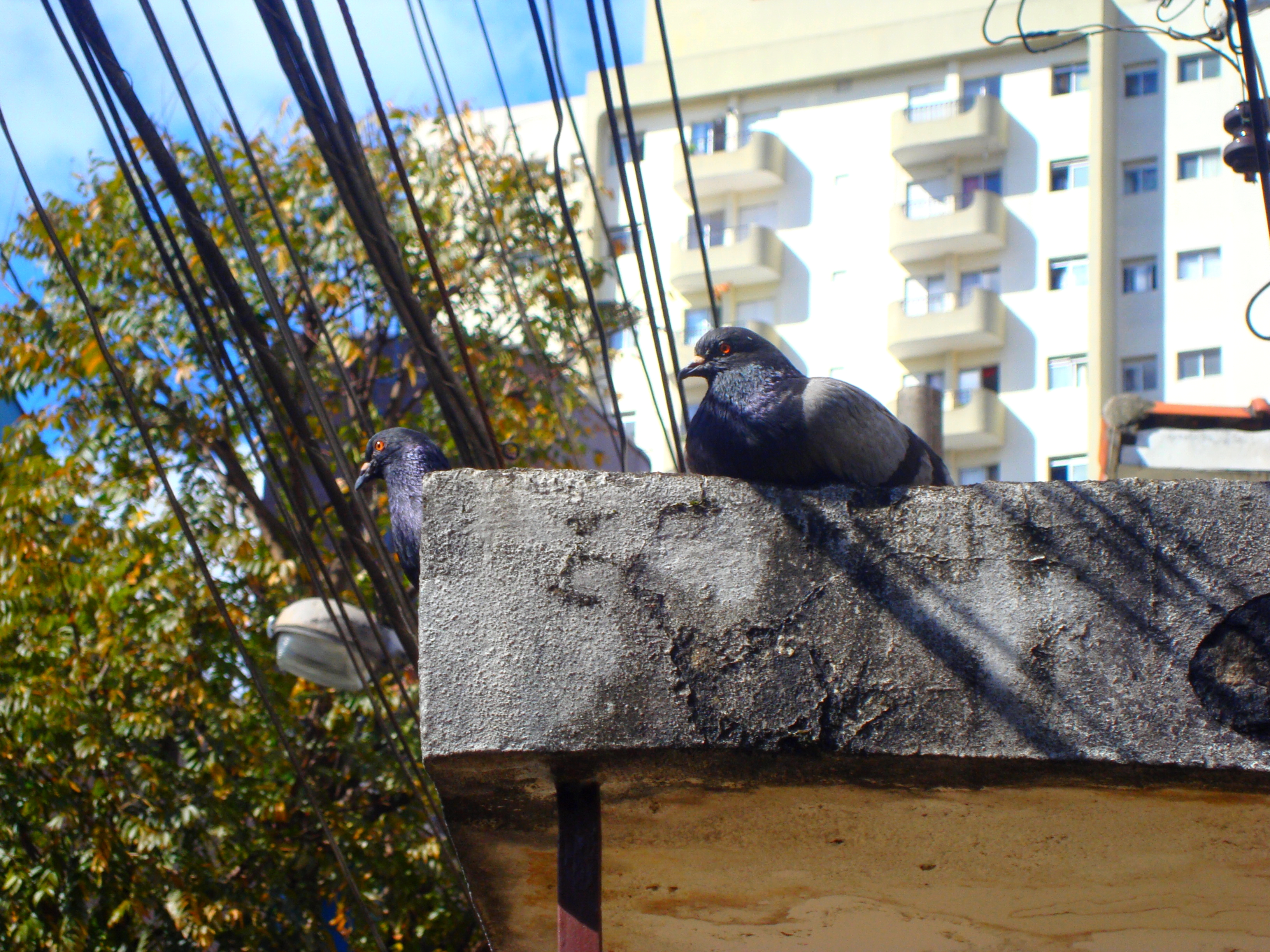
Pombos repousando no alto do muro de uma casa em Santana, bairro da cidade de São Paulo.

Em muitos países é considerado um grave problema ambiental, pois compete por alimento com as espécies nativas, danifica monumentos com suas fezes e pode transmitir doenças ao homem. Até recentemente 57 doenças eram catalogadas como transmitidas pelos pombos, tais como histoplasmose, salmonella, criptococose. Mas atualmente vê-se como exagero esta atribuição de vetor de doenças; como exemplo, o Departamento de Saúde de Nova Iorque não tem nenhum registro de caso de doença transmitida por pombos a seres humanos. Há um mito comum entre as pessoas não especializadas e até mesmo entre alguns profissionais de saúde de que eles podem transmitir toxoplasmose, mas a única maneira disso ocorrer seria através de uma hipótese remotíssima: se uma pessoa comesse a carne crua de uma ave que estivesse infectada com o Toxoplasma gondii. Portanto, o pombo não transmite toxoplasmose para seres humanos, somente para os animais que eventualmente se alimentem de aves cruas.
O contato com fezes de pombos representa risco de contrair histoplasmose, criptococose, e psitacose. Eles têm risco potencial para transportar e espalhar gripe aviária, embora um estudo demonstrou que os pombos adultos não são clinicamente suscetíveis à mutação mais perigosa da doença, o H5N1. Outros estudos também apresentaram evidências definitivas de sinais clínicos e lesões neurológicas resultantes da infecção. Além disso, tem sido mostrado que pombos são suscetíveis a outras estirpes de gripe aviária, tais como o H7N7.
Até recentemente, havia uma certa benevolência com os pombos em áreas urbanas, sendo comum encontrarem-se em pontos turísticos em todo o mundo (como a Trafalgar Square, em Londres, ou a Cinelândia, no Rio de Janeiro e principalmente na Piazza San Marco, em Veneza, aonde dominam a paisagem), com a presença de vendedores ambulantes licenciados de milho para ser atirado aos pombos. Atualmente, tais atitudes são desencorajadas e existe uma repugnância crescente à presença dos pombos.

## Domesticação

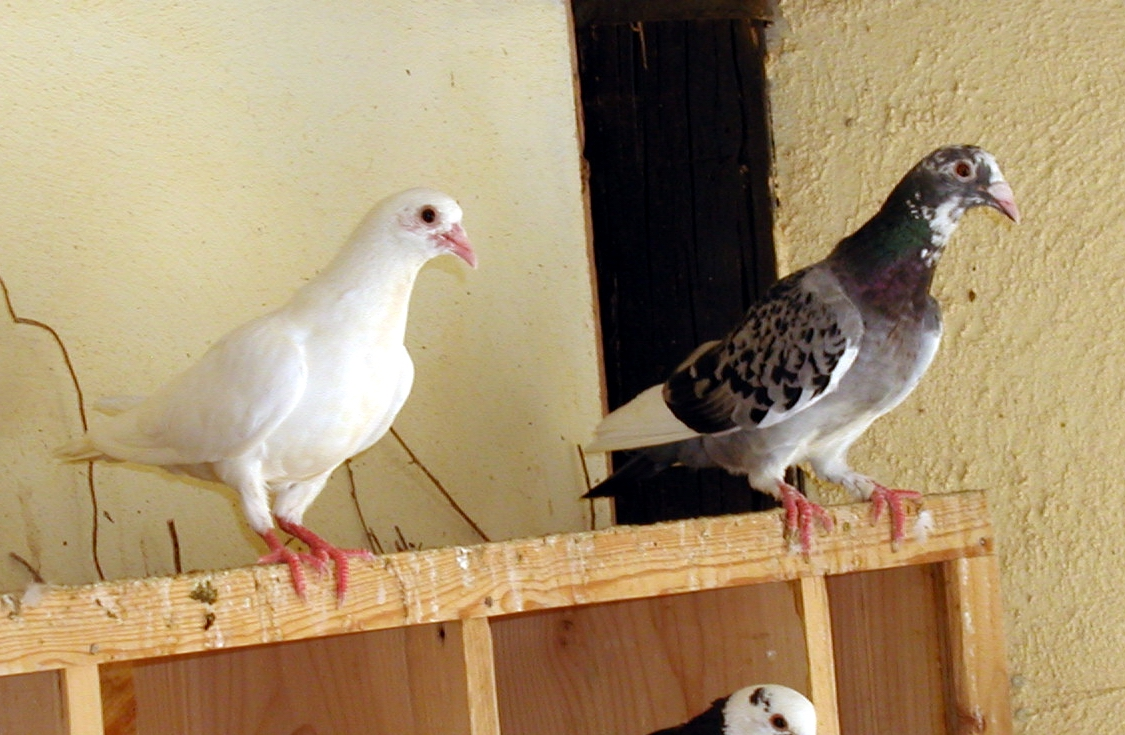
Pombos domesticados

Pombos selvagens começaram a ser domesticados há milhares de anos, dando origem ao pombo-doméstico (Columba livia domestica). Bem como animais de estimação, pombos domesticados são utilizados como pombos-correio.
Alguns pombos-correio serviram e desempenharam papéis importantes durante tempos de guerra, sendo que muitos chegaram a receber prêmios e medalhas por terem feitos serviços que ajudaram a salvar centenas de vidas humanas: incluindo, o pombo britânico Cher Ami, que recebeu a Croix de guerre por atos heroicos durante a Primeira Guerra Mundial, e o irlandês Paddy e o americano G.I. Joe, que receberam a Medalha Dickin; entre 32 pombos que concorreram receber esta medalha, por ações consideradas como "nobres" e "valentes" durante a Segunda Guerra Mundial.

## Retorno à natureza
Muitas aves domésticas escaparam ou foram libertadas ao longo dos anos, dando origem a uma espécie de pombo assilvestrado. Estes mostram uma diversidade de plumagens, embora alguns tenham o padrão azul barrado, como o pombo-comum. São encontrados em grande quantidade em áreas urbanas em todo o mundo. A escassez de espécies puramente selvagens é em parte devido ao cruzamento dos pombos assilvestrados com aves selvagens.

## Inteligência
Segundo estudos da Universidade de Iowa realizados em 2017, os pombos são capazes de ter pensamentos complexos, como percepção de espaço e tempo. O estudo consistiu em mostrar para pombos linhas horizontais, onde eles deveriam identificar o seu comprimento e a por quanto tempo ela aparecia. Com isso foi descoberto que eles usam uma área específica do cérebro. O que mais intrigou os pesquisadores é o fato de aves não possuírem lobo parietal, parte do cérebro a qual é atribuída a capacidade de ter tais pensamentos em primatas.